# Parmi les docteurs
Cet article concerne un tableau. Pour l'épisode biblique, voir Jésus parmi les docteurs.
Parmi les docteurs (en russe : Среди учителей) est un tableau du peintre russe Vassili Polenov qui concerne un épisode de la vie de Jésus, réalisé en 1896, durant la période de maturité du peintre.

## Historique de l'œuvre
Le tableau a été composé en 1896, mais Polenov a commencé à y travailler dès 1895, alors qu'il se trouvait à Rome. Ce fut le premier, selon l'expression même du peintre, de la série thématique consacrée à la vie du Christ et que Polenov a réalisé entre les années 1896 et 1909 (Le Christ et la Pécheresse (1888), Le Lac de Tibériade et Sur la montagne. Repos).
Le peintre a lu les Saintes Écritures, des écrits sur l'histoire de la religion d'Ernest Renan, et de théologiens protestants. Dans un manuscrit explicatif de son tableau Parmi les docteurs, Polenov décrit chaque personnage en détail, en pensant à ce que pouvait percevoir l'Enfant Jésus de ces docteurs spécialistes de l'Ancien Testament. Le peintre expose dans le tableau la scène de l'échange entre la sagesse du Christ, porteur du nouvel enseignement religieux, et Hillel Hazaken, représentant de l'ancien enseignement judaïque.
Le tableau est conservé à Moscou à la galerie Tretiakov sous le no 2806. Elle a été achetée à l'auteur par le propriétaire de la galerie Pavel Tretiakov, en 1896. La technique est celle de la peinture à l'huile sur toile. Ses dimensions sont de 150 × 272,8 cm. En bas à droite se trouve la signature de l'auteur et la date d'achèvement de la toile : « ВПолѣновъ 1896 » (les lettres В et П cyrilliques sont entrelacées).
Un certain nombre de croquis préparatoires au tableau Parmi les docteurs ont été conservés. Par exemple, un des croquis datant de 1895 est conservé à la galerie Tretiakov. La technique d'exécution du croquis est à l'huile sur carton. Ses dimensions sont de 17,5 × 30 cm. En bas, à droite, figure la signature sous forme de monogramme : ВП. Le croquis est arrivé au musée en provenant des collections K. Kolesnikov à Moscou. Le numéro d'inventaire dans les collections de la galerie Tretiakov est no 10960. Un autre croquis (de technique aquarelle sur papier, crayon graphite), réalisé en 1894, se trouve également à la Galerie Tretiakov (sous numéro d'inventaire no 7398).
Un certain nombre d'études ont également été conservées (représentant les personnages les plus importants du tableau). Celles qui sont conservées à la Galerie Tretiakov sont les suivantes :
- Tête de garçon datant de 1895, huile sur carton de 19 × 15 cm. Inventaire no 4778. Entrée dans les collections en 1920 ;
- Arabe. Datant de 1895, huile sur toile de 28,3 × 21,8. Inventaire no 2805 ;
- Rabbin Hillel Hazaken. Datant de 1895, huile carton de 71,5 × 50,5. À l'inventaire sous no Ж-1705. Cette étude est acquise en 2000 par V. S. Linsky ;
- Tête d'arabe. Datant de 1895, huile sur carton de 25 × 17 cm. À l'inventaire sous no Ж-280. Cette toile est entrée à la Galerie Tretiakov en 1961[6].

## Sujet du tableau
Le sujet du tableau est issu d'un épisode de l'Évangile selon Luc (Chapitre II, versets 40-52), parlant de la jeunesse de Jésus. Ce tableau suit celui intitulé Plein de sagesse parmi les 65 à 72 tableaux (nombre variant suivant les sources) réalisés par Polenov,. Le tableau Plein de sagesse représente les premières acquisitions de connaissances par Jésus. Voici comment l'évangéliste raconte l'épisode du deuxième tableau : quand Jésus a 12 ans, ses parents l'amènent à Jérusalem pour la fête de Pessa'h. Au retour, à Nazareth, les parents ne trouvent plus l'enfant et pensent qu'il s'est joint à un autre groupe de parents. Mais plus tard, ils se rendent compte qu'il n'est pas avec d'autres voyageurs et c'est pourquoi ils retournent à Jérusalem. L'enfant Jésus n'est retrouvé que trois jours après sa disparition. Il était assis parmi les docteurs, les professeurs, les écoutait et leur posait des questions. Ceux qui étaient présents étaient étonnés de la sagesse de ses réponses et de la profondeur de ses connaissances. Les parents ont alors ramené l'enfant dans leur maison à Nazareth.

« Évangile selon Luc (Chapitre II, versets  40-52) :
40 Le petit enfant grandissait et se développait. Il était plein de sagesse, et la grâce de Dieu reposait sur lui.
41 Les parents de Jésus se rendaient chaque année à Jérusalem pour la fête de la Pâque.
42 Quand Jésus eut douze ans, ils y montèrent selon la coutume de la fête.
43 Une fois la fête terminée, ils prirent le chemin du retour, mais Jésus, leur fils, resta à Jérusalem et ses parents ne s’en aperçurent pas.
44 Ils supposaient, en effet, qu’il se trouvait avec leurs compagnons de voyage et firent ainsi une journée de marche. Ils se mirent alors à le chercher parmi leurs parents et leurs connaissances.
45 Mais ils ne le trouvèrent pas. Aussi retournèrent-ils à Jérusalem pour le chercher.
46 Trois jours plus tard, ils le retrouvèrent dans le Temple, assis au milieu des maîtres ; il les écoutait et leur posait des questions.
47 Tous ceux qui l’entendaient s’émerveillaient de son intelligence et de ses réponses.
48 Ses parents furent très étonnés de le voir là, et sa mère lui dit : Mon enfant, pourquoi nous as-tu fait cela ? Tu sais, ton père et moi, nous étions très inquiets et nous t’avons cherché partout.
49 – Pourquoi m’avez-vous cherché ? leur répondit Jésus. Ne saviez-vous pas que je dois m’occuper des affaires de mon Père ?
50 Mais ils ne comprirent pas ce qu’il leur disait.
51 Il repartit donc avec eux et retourna à Nazareth. Et il leur était obéissant. Sa mère gardait précieusement dans son cœur le souvenir de tout ce qui s’était passé.
52 Jésus grandissait et progressait en sagesse, et il se rendait toujours plus agréable à Dieu et aux hommes. »

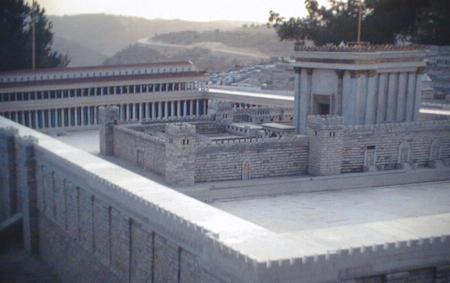
Modèle du second Temple de Jérusalem, appelé aussi le temple d'Hérode.

Vassili Polenov veut représenter cette scène de l'Évangile dans son tableau Parmi les docteurs. Les informations données par le texte évangélique sont peu nombreuses et c'est pourquoi le peintre a dû supposer la manière et les conditions dans lesquelles la conversation s'est déroulée. Les maîtres sont assis sur le sol sur un tapis sans chaussures. Jésus est au milieu, devant eux, car c'est lui qui est le centre d'attention de tous les autres. Jésus est le seul enfant dans le temple. Il porte des vêtements blancs. Dans le temple, c'est la pénombre. La salle est éclairée par la lueur du jour provenant de la rue. Le temple est représenté avec deux niveaux. Au premier se tient un homme, appuyé au balcon, qui observe la conversation entre les maîtres et l'enfant. À l'arrière-plan, un autre groupe de personnes assises entre elles. Le second Temple de Jérusalem, dans lequel s'est produit cet évènement, n'a pas été conservé jusqu'à nos jours. Il a été détruit en l'an 70 de notre ère. Les images et les descriptions de ce temple par les contemporains sont assez conventionnelles, si bien que l'artiste pouvait donner libre cours à son imagination. Les éléments architecturaux sont représentés en détail : des colonnades, une patio, un escalier intérieur. Beaucoup de personnages n'appartiennent pas au groupe central avec Jésus.

## Particularités du tableau
Voici ce que le peintre écrit sur la tâche qu'il s'est fixé lui-même dans la série consacrée à la vie du Christ : « Dans les récits évangéliques, le Christ est un homme réel et vivant, ou le Fils de l'Homme, comme il s'appelait souvent lui-même, et par la grâce du Saint-Esprit le fils de Dieu, comme l'appelaient les autres personnes de son entourage. C'est à l'art de donner de lui une image vivante telle qu'elle était en réalité ».
Pour Polenov, il était important de rendre l'atmosphère de son tableau aussi authentique que possible. C'est pourquoi (selon ses propres dires), il a utilisé des modèles du quartier juif de Rome (du ghetto plus exactement). Pour l'artiste, les Juifs du ghetto ont réussi à préserver leurs traditions et leur caractère national en raison de leur isolement de la chrétienté environnante (dans une mesure même plus grande que les Juifs de Palestine qui se sont mélangés pendant des siècles à des conquérants venus d'ici). Dans ses commentaires sur le tableau, l'artiste désigne nommément des personnages réels : Shimon bar Yohaï (alors que celui-ci a vécu au IIe siècle de notre ère et pas à l'époque de Jésus) qui disait que « il n'y a rien au-dessus du silence », le rabbin Hillel Hazaken (théologien ayant le plus d'autorité parmi les pharisiens de son époque, Nicodème (futur disciple du Christ). L'un des personnages les plus importants pour Polenov est le Pharisien assis en face du Christ. Celui-ci a été surpris d'entendre les paroles de Jésus et il a l'esprit bouleversé. « Il ne sera le disciple de personne, il créera lui-même sa propre pensée, sa propre éthique, il sera l'un des collaborateurs du Christ dans l'amélioration morale de l'humanité, il sera l'un des grands penseurs qui ont fait progresser sa croissance morale. Tels étaient les grands penseurs juifs Gamaliel, Spinoza, Lassalle », écrivait Polenov lui-même.
À l'entrée du temple, une femme est représentée, qui est remplie de joie. C'est Marie mère de Jésus et derrière la colonne Joseph. Ils sont représentés à l'arrière-plan sans se distinguer des personnages secondaires.
Voici ce que Polenov écrit à propos de son tableau :

« Nous assistons ici à l'un des moments les plus forts et les plus passionnants de la vie du Christ, le moment où tout ce qui était encore rêve confus, sous l'influence de ce qu'il a entendu pour la première fois, va prendre une forme consciente. À partir de ce moment, commence véritablement l'œuvre consciente de sa pensée et de son cœur, qui l'a conduit à 33 ans à une prédication publique. Les gens qui l'entourent ici sont de nature variée ; ils symbolisent la vie ultérieure du christianisme, tous les éléments, auxquels il a du faire face ». »

— Svetlana Stepanova, Plein de sagesse,.

Études préparatoires
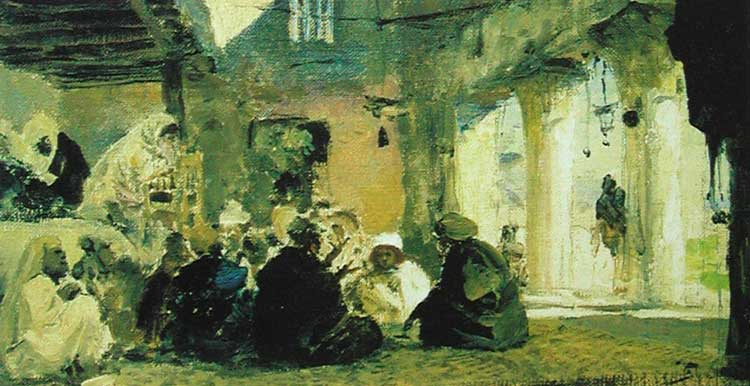
Parmi les professeurs, esquisse, localisation inconnue.
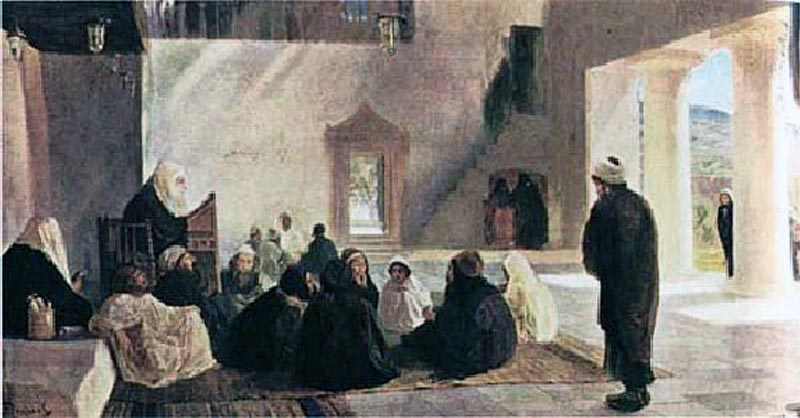
Esquisse de 1895, galerie Tretiakov.
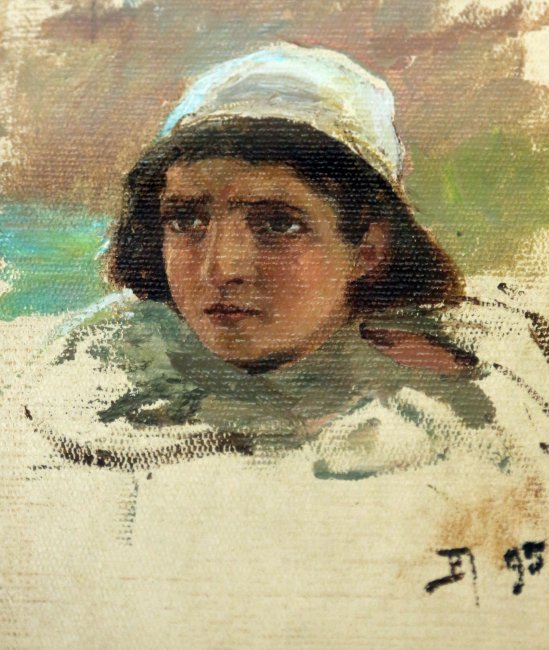
Tête de Jésus enfant, 1895, galerie Tretiakov.
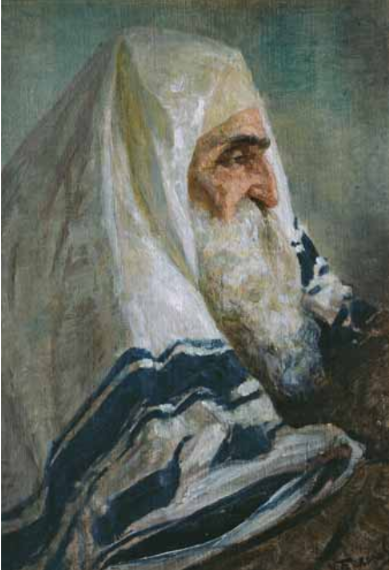
Hillel Hazaken, 1895, localisation inconnue.